# Ulica Wybrzeże Szczecińskie w Warszawie
Ulica Wybrzeże Szczecińskie – ulica w dzielnicach Praga-Północ i Praga-Południe w Warszawie.

## Opis
Ulica była budowana etapami od lat 20. do połowy lat 50. XX wieku. Około 1928 roku nad ulicą przeprowadzono wiadukt linii średnicowej.
Stanowi fragment drogi krajowej nr 61. Wzdłuż ulicy przebiega droga rowerowa (zbudowana w trakcie remontu w latach 2010−2011).

## Ważniejsze obiekty
- Osiedle Panieńska
- Pomnik Kościuszkowców
- Port Praski i Komisariat Rzeczny Policji
- Stadion Narodowy
- Głaz z wykutym napisem upamiętniający żołnierzy 1 Warszawskiej Brygady Kawalerii poległych w walkach o wyzwolenie Warszawy w 1944 i 1945[3]
- Plaża „Poniatówka”